# 巴克艾鎮區 (伊利諾伊州斯蒂芬森縣)
巴克艾鎮區（英語：Buckeye Township）是位於美國伊利諾伊州斯蒂芬森縣的一個行政鎮區。

## 地方資料
根據2010年美國人口普查的數據，巴克艾鎮區的面積為93.50平方千米，當中陸地面積為93.50平方千米，而水域面積為0.00平方千米。當地共有人口1308人，而人口密度為每平方千米13.99人。